# Camarina

Ciudades de la Magna Grecia con la ubicación de Camarina, en el sur de Sicilia.

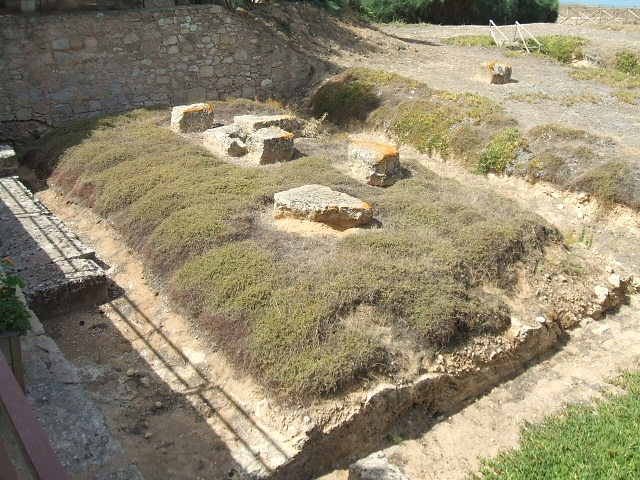
Restos de los cimientos del templo de Atenea en el sitio arqueológico de Camarina.

Camarina (en griego: Καμάρινα, Kamárina) fue una ciudad griega de Sicilia en la costa sur de la isla, junto a la desembocadura del río Híparis (o Hipparis). Actualmente, sus restos arqueológicos se encuentran a unos 35 km al este de Gela y a unos 28 km al sudoeste de Ragusa, en el territorio de Scoglitti, de la localidad de Vittoria.

## Historia
Sobre sus primeros fundadores hay dos versiones diferentes: según Tucídides fue fundada por Siracusa en el 598 a. C. (año de la XLV Olimpíada), 135 años después de Siracusa. Según Timeo, por los de Gela durante la Olimpíada XLII (entre el 612 y el 608 a. C.).
Prosperó rápidamente y en 553 a. C. intentó independizarse de Siracusa sin éxito; la revuelta fue reprimida en 552 a. C. y la ciudad destruida hasta los cimientos. Quedó despoblada hasta el 493 a. C., año en que Hipócrates de Gela, tirano de Gela, por medio de un tratado con Siracusa, obtuvo la posesión y recolonizó la ciudad. Hipócrates tomó el título de "fundador" (oikistés). Unos años después Gelón de Gela, sucesor de Hipócrates, después de hacerse amo de Siracusa, expulsó a todos los habitantes de Camarina en 485 a. C. y destruyó la ciudad.
Después de la expulsión de Trasíbulo de Siracusa y del retorno de los exiliados a sus ciudades, Gela estableció una nueva colonia en Camarina y entregó lotes de tierra a los colonos hacia el 461 a. C. (Píndaro menciona que en 452 a. C. se celebró la victoria de Psaumis de Camarina en las Olimpíadas, y dice que la ciudad se acababa de fundar). Los edificios se construyeron rápidamente y la prosperidad llegó, iniciando un período de paz y prosperidad más largo que nunca antes. La ciudad, pese a ser colonia de Gela, fue independiente y adquirió un rango elevado entre las ciudades griegas. Su línea política fue de oposición a Siracusa, pese a ser la población de origen dórico.

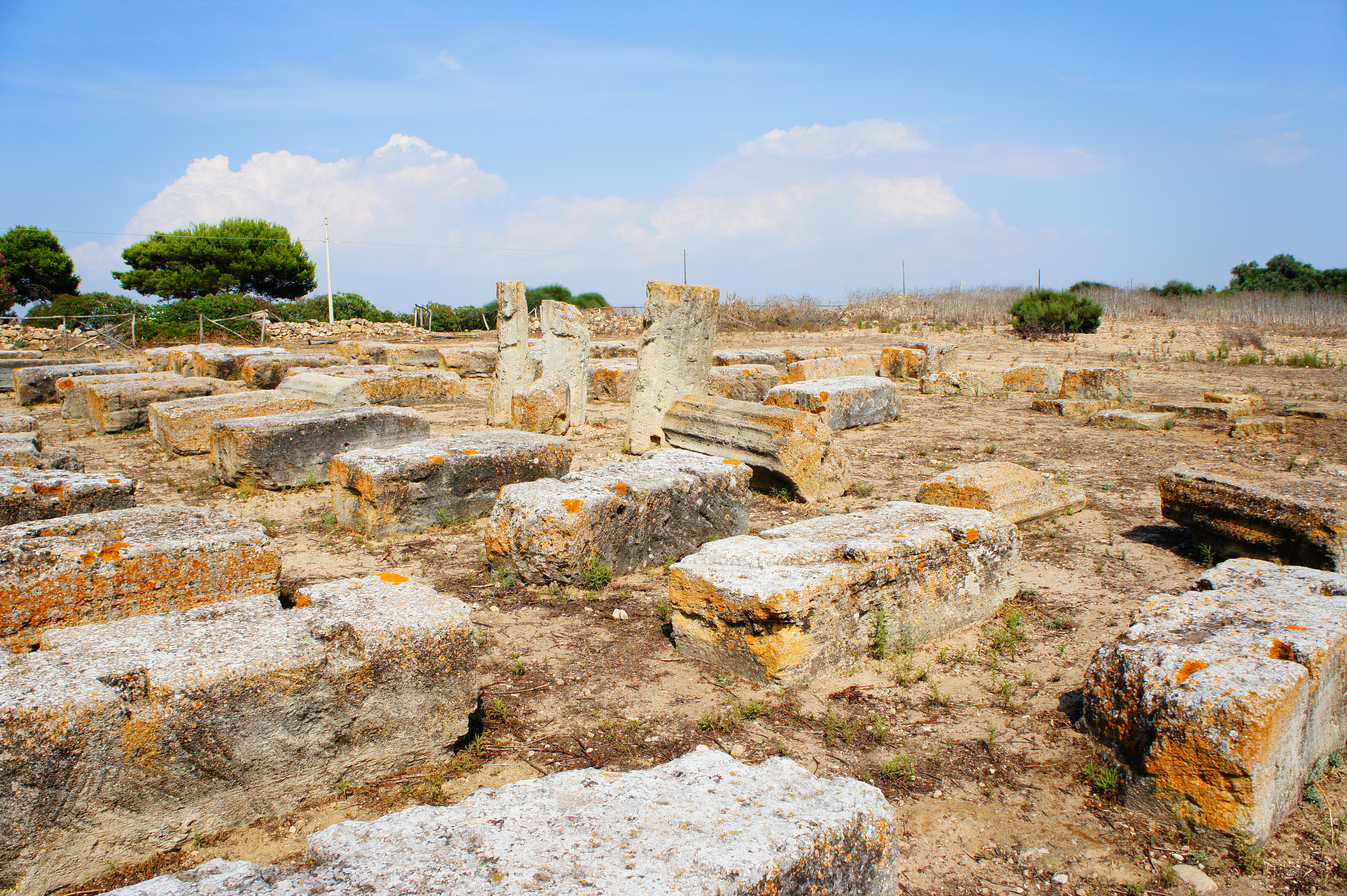
Yacimiento arqueológico de Camarina.

En la guerra entre Siracusa y Leontinos en 427 a. C. va a ser la única ciudad dórica que estuvo en el bando de la segunda. La ciudad tenía un partido favorable a Siracusa que unos años después debió asumir el poder o pudo influir lo suficiente para hacer un tratado de tregua con la vecina Gela que llevó a la paz general. En el tratado final Camarina conservaba la posesión del territorio de Morgantina que estaba en el interior, lejos, y no se sabe por qué la poseía Camarina o por qué le fue adjudicada. Unos años después Camarina se alió con Atenas que a su vez daba apoyo armado a Leontinos, antes de la expedición ateniense, pero cuando ésta llegó a Sicilia, Camarina rechazó la colaboración con los atenienses por miedo a su poder y mantuvo una completa neutralidad. Hacia el fin del conflicto rompió la neutralidad y envió un pequeño contingente para prestar ayuda a Siracusa.
Unos años después, con la invasión cartaginesa, el general Himilcón asoló el territorio en 405 a. C., pero la ciudad no fue atacada. Pero cuando Dionisio I no pudo impedir la caída de Gela y sus habitantes fueron abandonados a su suerte, los habitantes de Camarina evacuaron la ciudad y se retiraron hacia Siracusa, y más tarde hacia Leontinos. Por el tratado firmado poco después entre Dionisio I de Siracusa y los cartagineses, los ciudadanos de Camarina, Gela y Agrigento fueron autorizados a retornar a sus lugares, pero como tributarios de Cartago, y no podían restaurar sus fortificaciones. No es seguro que el tratado fuera respetado por parte de Camarina porque sus soldados aparecen pocos años después, en 397 a. C. luchando al lado de Dionisio contra los cartagineses. Camarina sin duda permaneció bajo control de Dioniso durante todo su reinado. Años después, en 357 a. C. Camarina dio ayuda a Dion en su marcha contra Siracusa.
Después de que Timoleón restaurara la libertad de todas las ciudades de la mitad oriental de Sicilia, Camarina recibió un cuerpo de nuevos colonos y recuperó cierta prosperidad. Más tarde, en 311 a. C., se puso del lado de los cartagineses durante la guerra contra Agatocles de Siracusa. Después de la muerte de Agatocles fue atacada y saqueada por los mamertinos.
Durante la primera guerra púnica Camarina fue aliada de Roma; fue ocupada por el general cartaginés Amílcar en 258 a. C. por la acción del partido cartaginés, y si bien pronto fue recuperada por los cónsules romanos Aulo Atilio Calatino y Cayo Sulpicio Patérculo, fue castigada por la deslealtad, y una parte de la población fue vendida en el mercado de esclavos. En el 255 a. C. la flota romana se hundió por una tempestad en aguas próximas a Camarina (de 364 naves sólo 86 se salvaron). Bajo dominio romano fue decayendo y perdiendo población y su nombre desapareció de la historia. Estrabón la menciona como una ciudad que había desaparecido, pero Plinio el Viejo y Claudio Ptolomeo la nombran como si aún existiera en su época. Después ya no vuelve a aparecer en las fuentes.
La ciudad nunca fue reconstruida y aún hoy está despoblada. En la costa hay una torre que se llama Torre di Camarana.

## Mitología
No lejos de la ciudad estaba el lago de Camarina que llegaba hasta las murallas de la ciudad por el norte, y en realidad era una marisma. Los habitantes de Camarina estaban preocupados por las enfermedades que eran causadas por esta marisma y consultaron si debían drenarla al oráculo de Delfos. Este emitió el siguiente oráculo: 

No cambies Camarina, sin cambios está mejor,

no sea que al cambiarla hagas mayor la plaga menor.

Pero finalmente se decidió hacer el drenaje, y mientras se trabajaba las murallas quedaron abiertas y los enemigos aprovecharon para ocupar la ciudad.

## Arqueología

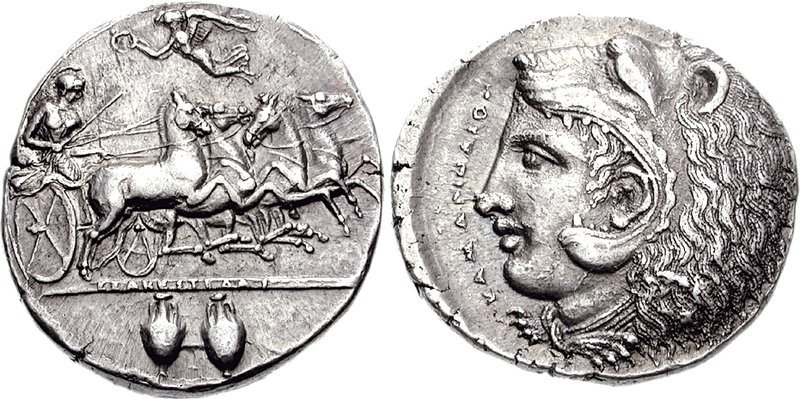
Tetradracma de Camarina de fines del siglo V a. C.

Los restos de la ciudad son bastante importantes. Ocupaba un cerro que hay entre dos riachuelos: el Flume di Camarana (seguramente el conocido antiguamente como Híparis) y el Flume Frascolari (seguramente el Oanis) El origen del río estaba en una ciudad de nombre actual Comisó. Cerca de la ciudad, en Favara, no lejos de Santa Croce, había unas fuentes que podrían ser las Fuentes de Diana. Los restos principales son las murallas, vestigios de un templo dedicado a Atenea (convertido en iglesia), restos del puerto, y partes de algunos edificios. Se han encontrado muchas monedas, la mayoría del período 460 a. C. a 405 a. C., que llevan al dios-río Híparis representado con cuernos, o bien a Hércules y una cuadriga (supuestamente por una victoria en las carreras de carros de los juegos olímpicos).
El Museo Archeologico Nazionale di Camarina (Museo Arqueológico Nacional de Camarina), el Museo Archeologico Regionale Paolo Orsi (Museo Arqueológico Regional de Siracusa) y el Museo Archeologico Ibleo (Museo Arqueológico de Ragusa) poseen piezas procedentes de Camarina.

## Edificios y hallazgos

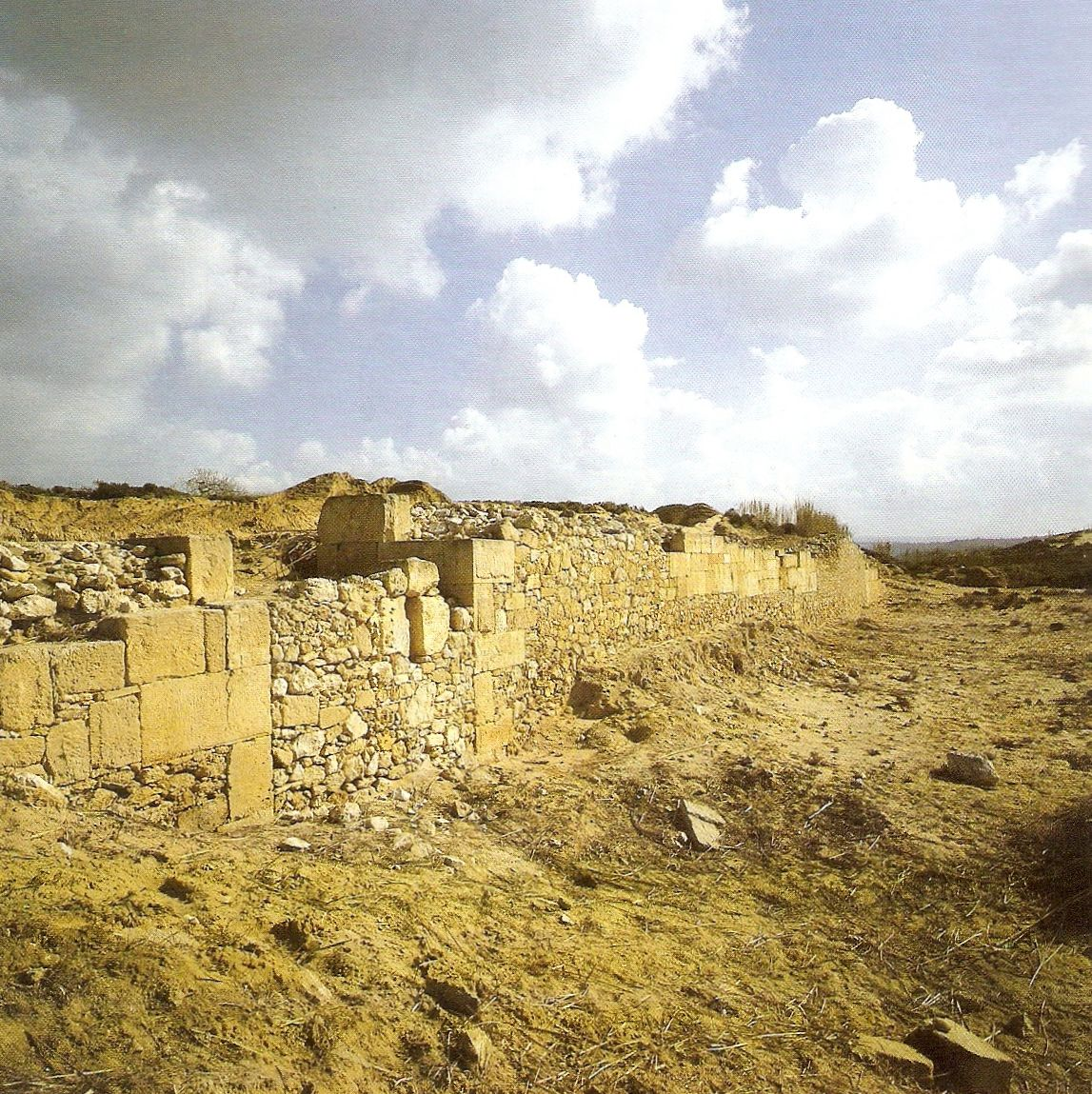
Restos de la muralla.

Camarina tuvo un plan urbanístico planificado y estaba rodeada de murallas. El plan de zonificación era un plano cuadriculado basado en los principios de Hipódamo, con manzanas de aproximadamente 35 x 35 m. Probablemente había tres calles principales de este a oeste con una anchura de unos 10,7 m. Estas se cruzaban con calles transversales norte-sur de unos 5 m de ancho. Se han identificado los emplazamientos del ágora y el puerto de la ciudad. En los barrios residenciales se han excavado varias viviendas. Entre ellas se encuentran la Casa del Mercader y la Casa de la Inscripción, donde se ha encontrado un documento comercial de la casa en cuestión, escrito en una placa de plomo.
Las murallas tenían unos siete km de longitud. Rodeaban un área de unas 150-200 hectáreas, que estaba casi completamente edificada. Las partes más antiguas de las murallas datan del periodo arcaico, en el siglo V a. C.  Se conservan grandes secciones de las murallas, especialmente en su flanco sur, cerca del río Oanis.

### Templos y santuarios
En la colina situada en el centro de la ciudad antigua había un templo dedicado a Atenea. Sus epítomes en la ciudad eran Poliaochos, Polias, Promacos y Ergane. El santuario ya existía en la época arcaica, pero el templo en su forma actual se construyó en el siglo V a. C. Se conserva gran parte del naos, del templo, y sus ruinas forman ahora parte de la iglesia del lugar. En la ciudad también se rendían cultos al menos a Heracles y Apolo Patroclo. Según las inscripciones, también se sabe que la ciudad tenía un santuario o santuarios dedicados a Deméter y Perséfone.

### Cementerios
Los cementerios de la ciudad estaban situados al norte (actual Scoglitti), al este (Rifriscolaro, Dieci Saline y Piombo) y al oeste (Passo Marinaro, Cozzo Campisi y Randello). En los lados norte y este se han encontrado tumbas de época arcaica, y los hallazgos más antiguos de las primeras fases del asentamiento proceden de Rifriscolaro. Se han encontrado tumbas de época clásica en las tres zonas y tumbas de época helenística en el sur. En total, se han encontrado más de 2500 tumbas.